# Letni Puchar Świata w narciarstwie alpejskim 2012
Sezon 2012 Pucharu Świata w narciarstwie alpejskim rozpoczął się 23 czerwca 2012 we włoskim Trieście, a dokładnie w dzielnicy Cattinara. Ostatnie zawody z tego cyklu zostaną rozegrane 1–2 września 2012 w austriackim Rettenbach.

## Letni Puchar Świata w narciarstwie alpejskim kobiet
Kobiety rywalizować będą w następujących konkurencjach:
- slalom
- gigant
- supergigant
- superkombinacja

## Letni Puchar Świata w narciarstwie alpejskim mężczyzn
Mężczyźni będą rywalizować w następujących konkurencjach:
- slalom
- gigant
- supergigant
- superkombinacja